# 喊沙奘寺

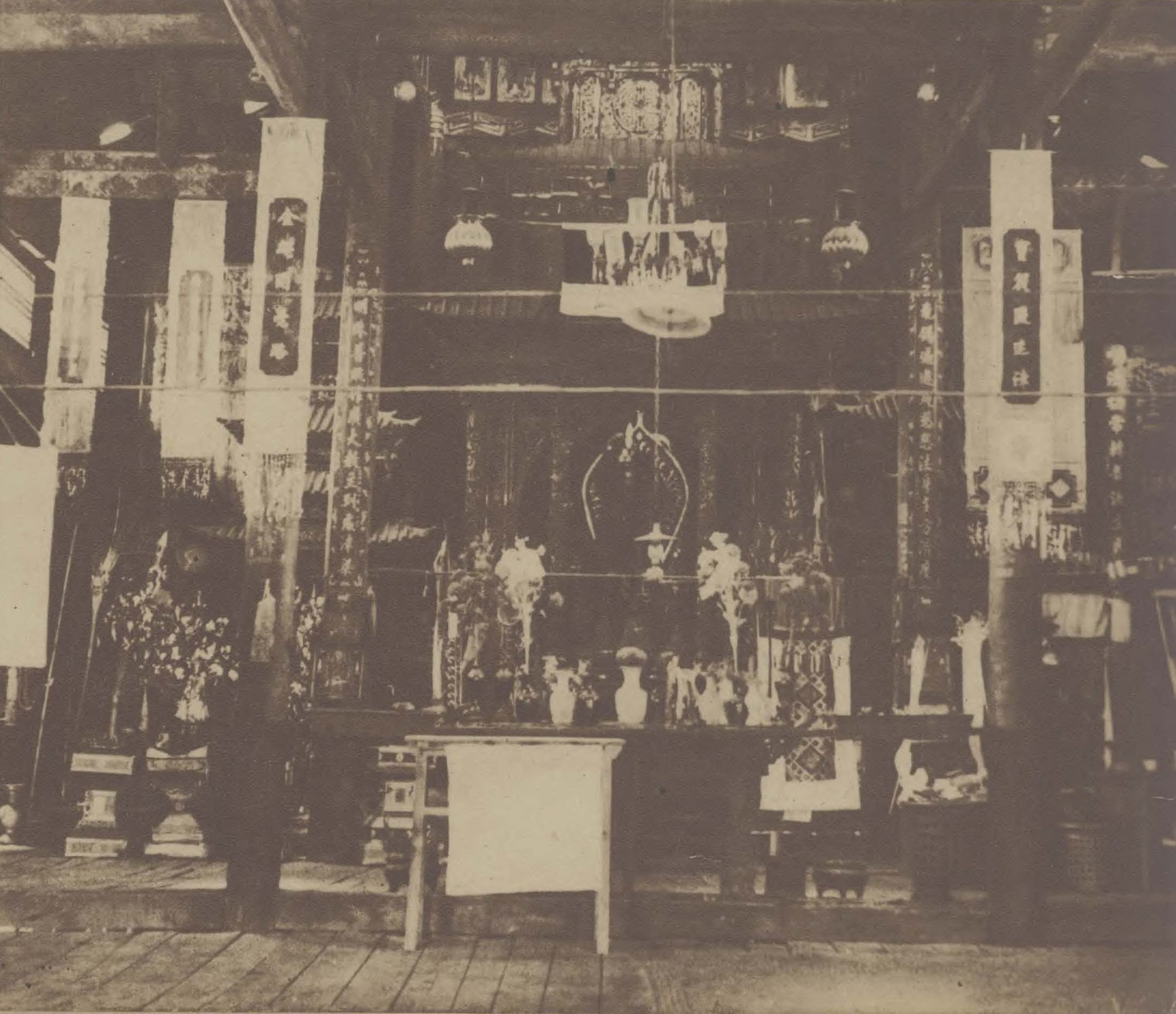
1936年的喊沙奘寺

喊沙奘寺，也称喊撒奘寺，位于云南省德宏傣族景颇族自治州瑞丽市勐卯镇喊沙（撒）寨，属上座部佛教多列派奘寺，是德宏州农村地区较大的奘房之一。

## 历史
喊沙奘寺始建于明清之际，1912年扩建，1954年大修，1966年“文化大革命”时遭到严重破坏，1983年重修。1989年4月20日，瑞丽县人民政府将喊沙奘寺列入县级文物保护单位名单。原喊沙奘寺紧靠乡村公路，2003年拆除原寺，在现址重建。上座部佛教高僧伍并亚·温撒曾是喊沙奘寺住持。

## 建筑
喊沙奘寺坐西向东，由大殿、僧房、池楼亭、金鸭亭、伍并亚·温撒纪念堂组成。大殿为干栏式钢混结构建筑，重檐歇山顶，面阔五间，进深四间，中堂供奉释迦牟尼佛像，其旁围坐五尊小罗汉像。喊沙奘寺用木板铺楼面、装墙壁，旧时为茅草顶，现以铁皮盖顶。